# Dacosta Goore
Akès da Costa Goore (31 dicembre 1984) è un ex calciatore ivoriano, di ruolo difensore.

## Carriera

### Club
Ha giocato nella massima serie ivoriana, in quella russa ed in quella estone.

### Nazionale
Ha partecipato ai Mondiali Under-20 del 2003.

## Palmarès

### Club

#### Competizioni nazionali
- Campionato ivoriano: 4

ASEC Mimosas: 2003, 2004, 2005, 2006
- Coppa della Costa d'Avorio: 4

ASEC Mimosas: 2003, 2005, 2007, 2008
- Coppa Félix Houphouët-Boigny: 3

ASEC Mimosas: 2004, 2007, 2008